# Dicyema japonicum
Dicyema japonicum är en djurart som tillhör fylumet rhombozoer, och som beskrevs av Furuya, Tsuneki och Koshida. Dicyema japonicum ingår i släktet Dicyema och familjen Dicyemidae. Inga underarter finns listade i Catalogue of Life.